# Sporacetigenium mesophilum
Sporacetigenium mesophilum ist eine Bakterienart. Sie ist die einzige Art der Gattung Sporacetigenium (Stand August 2024).
Sie wurde im Abwasser gefunden, andere Funde von 16S-rRNA deuten darauf hin, dass andere, noch nicht beschriebene Vertreter der Gattung auch im Darm von Menschen und Tieren vorkommen.

## Merkmale
Die Zellen von Sporacetigenium mesophilum sind stäbchenförmig mit einer Zellgröße von 0,9–1,0 × 3,6–7,3 μm. Die Zellen sind durch peritriche Geißeln beweglich. In der späten stationären Wachstumsphase werden endständige eiförmige Endosporen gebildet, die zu geschwollenen Zellen führen.

## Stoffwechsel und Wachstum
Sporacetigenium mesophilum toleriert keinen Sauerstoff, es ist obligat anaerob. Es bevorzugt weitgehend gemäßigte Temperaturen und pH-Werte, die Art ist mesophil, worauf auch der Artname „mesophilum“ hinweist. Es kann aber auch hohe pH-Werte (bis zu 9,5) tolerieren. Das Wachstum erfolgt bei 20–42 °C. Die Stämme  sind chemoorganotroph, d. h. sie gewinnen Energie durch den Abbau organischer Verbindungen.
Der Stoffwechselweg ist die Fermentation (Gärung). Es nutzt nur wenige verschiedene Mono- und Disaccharide. Die wichtigsten Fermentationsprodukte aus Glucose sind Acetat, Ethanol, Wasserstoff und Kohlendioxid (CO2). Der Gattungsname Sporacetigenium weist darauf hin, „Acetum“ ist der lateinische Name von Essig.
Als Stickstoffquelle kann von dem Bakterium Pepton genutzt werden. Eine Nitratreduktion findet nicht statt. Der Katalase- und Oxidase-Test fallen negativ aus. Es hydrolysiert Stärke und Aesculin, aber kein Gelatine. Sulfat wird nicht (reduziert),  eine Nitratatmung findet also nicht statt.

Strukturformel von 2,6-Diaminopimelinsäure

Das Peptidoglykan der Zellwand enthält meso-Diaminopimelinsäur (meso-DAP).

## Systematik
Taxonomisch ist die Gattung Sporacetigenium in der Klasse Clostridia, Familie Tepidibacteraceae der Abteilung Bacillota (früher als Firmicutes bezeichnet) angesiedelt. Die phylogenetische Analyse auf der Grundlage von 16S rRNA-Genen zeigt, dass die Mitglieder von Sporacetigenium der Gruppe der grampositiven Bakterien mit niedrigem GC-Gehalt angehören. Sporacetigenium ist eng verwandt mit den Gattungen Clostridium und Tepidibacter.

## Namensherkunft
Der Name Sporacetigenium beruht auf dem griechischen Wort „spora“ (ein Samen, eine Spore) und dem lateinischen Namen „Acetum“ für Essig sowie „Gennaô“ (griechisch: erzeugen, hervorbringen). Sporacetigenium  bedeutet also so viel wie „Hersteller von Essig“ und spielt auf die Gärungsprodukte an. Der Artname S. mesophilum bedeutet so viel wie „freundlich zur Mitte“, was sich auf seine Vorliebe für moderate Temperaturen bezieht.

## Ökologie
Sporacetigenium mesophilum wurde aus Schlämmen isoliert, die bei der Behandlung von kommunalen Feststoffabfällen und Abwässern anfallen. Nicht kultivierte Funde deuten jedoch darauf hin, dass Sporacetigenium spp. in weiteren, verschiedenen Ökosystemen vorkommt, z. B. in der Biolaugung von Pyrit, in Flusssedimenten und Salzseen. Darüber hinaus wurde die 16S rRNA-Sequenz von S. poracetigenium auch aus dem Darm von Menschen und Tieren gewonnen. Dies deutet darauf hin, dass Stämme von Sporacetigenium Teil der Darmmikrobiota sind und mit Immun- und Stoffwechselprozessen in Verbindung stehen könnten. Bei einer Untersuchung gehörte Sporacetigenium spp. zu den 16 häufigsten Gattungen im fäkalen Mikrobiom von Schweinen und machte zusammen mit den nicht klassifizierten Gattungen 90,3 % bzw. 90,5 % der gesamten Sequenzen in zwei Betrieben aus. Sporacetigenium spp. wurden auch häufiger im Darm von mit dem Antibiotikum Tylosin behandelten, als von nicht behandelten Schweinen gefunden.
Stämme von Sporacetigenium wurde auch vom Schilfrohr (Phragmites australis) isoliert. Eine Untersuchung zeigte, das Sporacetigenium hier in Verbindung mit anderen Bakterienarten zum Abbau des von der Pflanze aufgenommenen Schadstoffes Nitrobenzol beiträgt.